# Station Strichon
Station Strichon (Frans: Gare de Strichon) is een voormalige spoorweghalte bij het gehucht Strichon van Mellery, een deelgemeente van de Waals-Brabantse gemeente Villers-la-Ville, op spoorlijn 140 (Charleroi - Ottignies).
0,0: Ottignies ·
2,1: Céroux-Mousty ·
3,0: Court-Saint-Étienne ·
7,3: Faux ·
8,5: La Roche ·
12,0: Villers-la-Ville ·
13,4: Strichon ·
15,6: Tilly ·
17,5: Marbisoux ·
19,0: Marbais ·
21,1: Ligny ·
24,0: Fleurus ·
26,2: Wangenies ·
28,9: Ransart ·
31,0: Bois-Noël ·
32,1: Lodelinsart ·
33,4: La Planche ·
34,8: Dampremy ·
35: Dampremy-Charbonnage ·
36,0: Marcinelle